# Bullenseen
Die Bullenseen (zwei Seen: Großer und Kleiner Bullensee) entstanden als Relikt eines eiszeitlichen Gletschers in der Wümmeniederung südlich von Rotenburg (Wümme) und nördlich von Kirchwalsede, Niedersachsen. Die Bullenseen liegen jeweils zur Hälfte auf den Gemeindegebieten der Stadt Rotenburg (Wümme) und der Gemeinde Kirchwalsede, im Landkreis Rotenburg (Wümme). Der Kleine Bullensee ist in das Naturschutzgebiet „Großes und Weißes Moor“ einbezogen.
Zwei weitere Seen im Landkreis Rotenburg (Wümme) tragen ebenfalls den Namen Bullensee: der Bullensee bei Kirchtimke etwas weiter nördlich, Namensgeber für das gleichnamige Naturschutzgebiet, sowie etwas weiter südlich ein weiterer deutlich kleinerer See (30 × 50 m) bei Dreeßel, 7 km westlich von Visselhövede.

## Die Bullenseen als Naherholungsgebiet
Durch den hohen Huminstoffgehalt aufgrund der moorigen Umgebung leben in den beiden Seen keine Fische. Der Kleine Bullensee und die Umgebung des Großen Bullensees sind seit 1938 als Naturschutzgebiet ausgewiesen und zugleich als Naherholungsgebiet im Großraum Bremen/Rotenburg (Wümme) bekannt. Daher besteht hier auch eine Wochenendhaussiedlung. Ebenso besitzt die EWE AG am Bullensee eine Liegenschaft. Außerdem besitzt die DLRG (Ortsgruppe Rotenburg Wümme) am Großen Bullensee eine Rettungsstation mit einem Turm, um die Sicherheit der Badegäste an Wochenenden zu erhöhen.
Durch das dunkle, moorige Wasser und die weiten Flachwasserzonen steigt die Temperatur bei Sonneneinstrahlung sehr schnell an. Im Sommer gibt es dadurch in Ufernähe nicht selten „Badewannentemperaturen“ bis 30 °C. Je nach Abstand vom Ufer und Wassertiefe treten dann Temperaturunterschiede von ca. 5 °C auf. Das Wasser des Großen Bullensees wird in der 2008–2010 durchgeführten offiziellen Badegewässerüberwachung als huminsauer und leicht trüb beschrieben, bei pH-Werten zwischen 4,5 und 5.
Da es am Großen Bullensee jeweils am 1. Mai zu immer ausgelasseneren Feierlichkeiten durch Jugendliche kam, verbunden mit erheblichen Störungen für das angrenzende Naturschutzgebiet, entschloss sich die Kreisverwaltung Rotenburg (Wümme) 2012 dazu, an diesem Tag für das Gebiet ein generelles Betretungsverbot auszusprechen. Begründet wurde die Maßnahme mit Lärm durch alkoholisierte Besucher sowie damit, dass in der Vergangenheit die Besucher der Feierlichkeiten ihre Abfälle im Naturschutzgebiet entsorgt hatten.

## Etymologie
Der Name der beiden Seen leitet sich wahrscheinlich von dem niederdeutschen Verb bullern ab, was so viel wie Gepolter oder Getöse bedeutet. Die Seen könnten danach aus der Zeit des Aberglaubens in Zusammenhang mit Poltergeistern oder lärmenden Geisterschwärmen gebracht werden.

## Wiedervernässung des Naturschutzgebiets
In den letzten Jahren wurde versucht, das teilentwässerte Weiße und Große Moor wieder stärker zu vernässen. 2002 kam es zu einer explosionsartigen Vermehrung der Alge Vacuolaria virescens, die aber nicht im direkten Zusammenhang zu dieser Wiedervernässungsmaßnahme stand. Woher die dafür notwendigen Nährstoffe gekommen sind, ist allerdings unklar. Möglicherweise wurden sie aus dem Seeboden aufgewirbelt, von den vielen Badegästen eingeschleppt, aus Grundwasser eingespült oder aufgrund der starken Regenfälle 2002 aus dem umliegenden Gelände in den See geschwemmt. Wahrscheinlicher ist es aber, dass Moorwasser aus dem Kleinen Bullensee, dessen Wasserspiegel ca. 50 cm höher liegt, und Moorwasser aus den Randzonen bewusst in den Großen Bullenssee geleitet wurde.
Um den letzten Grund für zukünftigen Grünalgenwuchs auszuschließen, wurde ein Graben um den Großen Bullensee angelegt, der Oberflächenwasser nach heftigen Niederschlägen aus dem benachbarten Moor, zumindest an diesen Stellen, zurückhalten soll. Der Graben ist inzwischen verwahrlost. Es läuft auch 2018 immer noch Moorwasser in den Großen Bullensee und das Wasser im See ist weiterhin trüb. An vielen Stellen bildet sich ein Unterwasser-Pflanzenteppich.

## Flora und Fauna
Zu den Besonderheiten der Pflanzenwelt der Bullenseen gehört das Vorkommen aller drei in Mitteleuropa vorkommenden Arten des Sonnentaus, darunter auch des seltenen Langblättrigen Sonnentaus (Drosera anglica). Die Herpetofauna ist unter anderem mit Ringelnattern (Natrix natrix) und im umliegenden Naturschutzgebiet auch Vorkommen der Kreuzotter (Vipera berus) sowie diversen Froschlurchpopulationen vertreten.